# Contea di Thomas (Georgia)
La contea di Thomas (in inglese Thomas County) è una contea dello Stato della Georgia, negli Stati Uniti.
La popolazione al censimento del 2000 era di 42 737 abitanti. Il capoluogo di contea è Thomasville.